# Gerro amb flors (Haverman)
Un Gerro amb flors és una pintura floral de l'any 1716 realitzada per la pintora neerlandesa Margaretha Haverman. Es troba en la col·lecció del Museu Metropolità d'Art a Nova York.

## Adquisició
Aquesta obra va ser adquirida com a part de la primera compra realitzada el 1871, de 174 pintures a Europa per William T. Blodgett, un dels donants i els fideïcomissaris inicials del museu. Està signat i datat per «Margareta Haverman fecit / A 1716». Poc se sap d'Haverman a part de la ressenya biogràfica en l'obra de Jan van Gool. L'altre únic treball signat per ella està en la Galeria Nacional de Dinamarca. El 1997 Delia Gaze, va comentar que aquesta obra es va vendre per 2.100 francs al MET i el seu pendant -ara perdut- va ser venut per 2.050 francs. Blodgett ha de ser el responsable de la inversió en l'art d'una dona, també encara que fos ell qui perdés l'altre quadre. Els curadors posteriors també han de ser responsables amb el manteniment de la compra d'aquesta col·lecció de pintures, ja que únicament la meitat de les 174 pintures són encara en la col·lecció.

## Descripció i interpretació
El treball mostra flors de dianthus, malva reial, boixac de jardí, passiflora, prímula, rosella, tulipa, myosotis, fruites de presseguer i raïm, i diversos insectes com ara una papallona, mosca, formigues i un cargol. El gerro és un objecte que mostra un relleu en barroc.
La pintura segueix amb la tradició de la flor holandesa i flamenca de pintures que mostren les flors en un gerro amb els insectes en vida. Aquest tema va ser molt popular entre les dones pintores holandeses de l'època d'Haverman amb les obres de les quals s'hauria estat familiaritzat, com ho demostra la signatura falsificada de Rachel Ruysch en una pintura d'Ottmar Elliger de les populars flors en un| gerro amb els insectes. Aquesta pintura havia estat a la famosa col·lecció de Josephus Augustinus Brentano i més tard va ser comprada per Adriaan van der Hoop com realitzada per Ruysch.
Possibles seguidors de la seva tècnica van sere Francina Margaretha van Huysum i Cornelia van der Mijn, la coloració verda de la qual sembla haver-se'n esvaït a blau en la mateixa forma que les pintures de Backer i Haverman. Aquesta descoloració és possiblement a causa de l'ús d'un pigment destenyit de laca de color groc.